# Crateritheca billardi
Crateritheca billardi is een hydroïdpoliep uit de familie Sertulariidae. De poliep komt uit het geslacht Crateritheca. Crateritheca billardi werd in 1915 voor het eerst wetenschappelijk beschreven door Bale. 